# Knokke-Heist
Knokke-Heist é um município belga situado na província da Flandres Ocidental. O município compreende as vilas de Heist-aan-Zee, Knokke, Duinbergen, Ramskapelle e Westkapelle. Em 1 de Julho de 2006 o município tinha 34. 063 habitantes, uma área de 56,44 km² e uma densidade populacional de 603 habitantes por km². É uma estância balnear, uma das poucas praias belgas. Todos os verões se realiza aqui um festival cultural, nomeadmente um festival de cartoons.

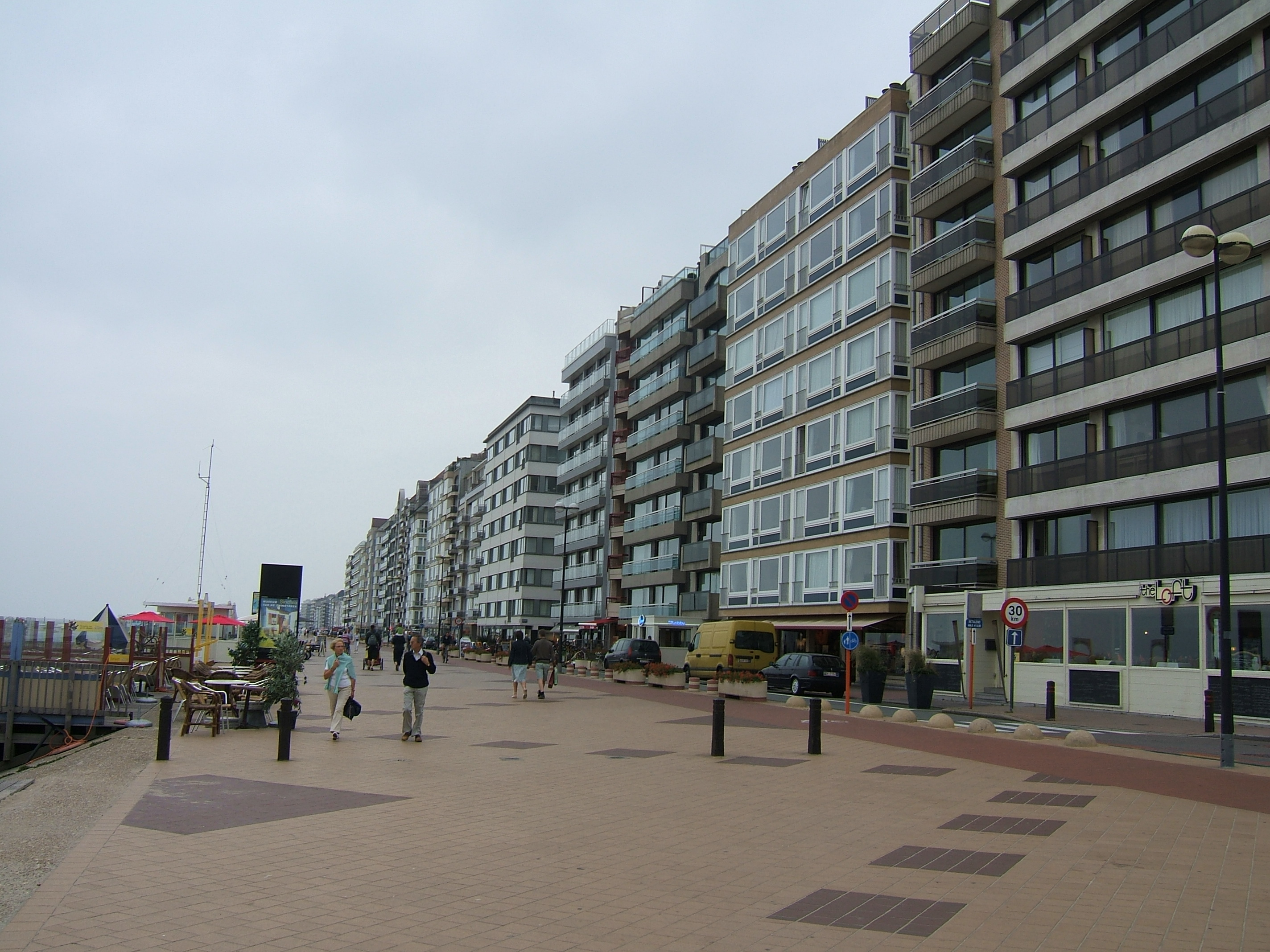
Praia em Knokke-Heist